# 尹馨
尹馨 （1978年7月14日—），臺灣女演員，基督徒。她跨足電影、電視與舞台劇領域。曾獲得 第49屆金鐘獎及第51屆金鐘獎迷你劇集／電視電影最佳女主角獎及第19屆台北電影節最佳女主角獎。並在第54屆金馬獎獲得最佳女主角提名。深為戲劇著迷的她也從事劇本創作，曾獲得第43屆金鐘獎迷你劇集最佳編劇獎。

## 簡歷
1999年，以寫真集《悔過書》出道。
2003年，尹馨以電視劇《寒夜續曲》跨足戲劇，成為演員。
2007年，她在蔡明亮監製、李康生導演的電影《幫幫我愛神》中有大膽演出。
2008年，她與導演陳慧翎合作編劇《與男友的前女友密談》，並以此片入圍第43屆金鐘獎「迷你劇集／電視電影女主角獎」，也奪得第43屆金鐘獎「迷你劇集／電視電影編劇獎」。
2010年，尹馨受洗成為基督徒。
2013年，她以《權力過程》獲頒台北電影節最佳女配角，也以此片入圍第48屆金鐘獎「迷你劇集／電視電影女主角獎」，又以客家電視台戲劇《交錯》入圍首爾電視節最佳女演員。
2014年，她以《回家的女人》榮獲第49屆金鐘獎「迷你劇集／電視電影女主角獎」。
2016年，她以《川流之島》獲得第51屆金鐘獎「迷你劇集／電視電影女主角獎」。
2017年，再以《川流之島》獲得第19屆台北電影節最佳女主角獎及入圍第54屆金馬獎最佳女主角。
2019年，她以公視詩選電視劇中《你的孩子不是你的孩子－茉莉的最後一天》入圍第54屆金鐘獎「迷你劇集／電視電影女主角獎」。

## 演出作品

### 電影
| 年份   | 片名                     | 飾演             | 導演   | 監製           | 合作演員                                                        |
| 2005年 | 龍眼粥                   | 林永恩           | 張國甫 | 李行           | 范文芳、譚俊彥                                                  |
| 2007年 | 人在江湖                 | 志玲             | 邱禮濤 | 劉偉強         | 張智霖、張達明                                                  |
| 2007年 | 幫幫我愛神               | 小欣（檳榔西施） | 李康生 | 蔡明亮         | 李康生、女F4、廖慧珍                                            |
| 2012年 | 逆光飛翔                 | 王老師           | 張榮吉 | 彭綺華         | 黃裕翔、張榕容、李烈、柯淑勤                                    |
| 2014年 | 到不了的地方             | 女人魚           | 李鼎   | 徐立功         | 張睿家、林柏宏、庹宗華、林辰唏                                  |
| 2017年 | 你的電影我的生活（短片） | 女演員           | 詹京霖 |                | 邱坤良、傅仰曄、張訓瑋                                          |
| 2018年 | 家在蘭若寺               | 魚精             | 蔡明亮 | 劉思銘         | 李康生、陸弈靜、陳湘琪                                          |
| 2018年 | 引爆點                   | 康太太           | 莊景燊 | 張艾嘉、馬天宗 | 吳慷仁、姚以緹                                                  |
| 2018年 | 幸福城市                 | Rachel           | 何蔚庭 | 何蔚庭         | 高捷、李鴻其、謝章穎、Louise Grinberg、劉瑞琪、丁寧、黃璐、石頭 |
| 2018年 | 小美                     | 老闆娘           | 黃榮昇 | 鍾孟宏         | 饒星星、吳慷仁、柯淑勤、陳以文、納豆、張少懷、劉冠廷            |
| 2019年 | 陽光普照                 | 尹姐             | 鍾孟宏 | 鍾孟宏         | 柯淑勤、陳以文、巫建和、劉冠廷、許光漢、温貞菱                  |
| 2022年 | 動物感傷の清晨           |                  | 王育麟 |                | 喜翔、王自強、莊益增、詹慧玲、王允之、福地祐介                  |
| 2022年 | 童話·世界                | 杜子甄           | 唐褔睿 |                | 張孝全、江宜蓉、李康生、夏于喬、王渝屏                          |
| 2024年 | 默殺：無聲之地           | 李涵             | 柯汶利 |                | 黃健瑋、吳慷仁                                                  |
| 2024年 | 鬼們之蝴蝶大廈           | 陳薇             | 錢人豪 |                | 曹佑寧、馮淬帆、白潤音、白靈、蔡振南、曾莞婷                    |

### 迷你劇集/電視電影
| 年份   | 片名                                | 飾演   | 導演           | 合作演員                             |
| 2008年 | 與男友的前女友密談                  | 殊殊   | 陳慧翎         | 吳慷仁                               |
| 2009年 | 垃圾魚                              | 阿嬌   | 張晉榮         | 鄭有傑、伯云、陳竹昇                 |
| 2011年 | 愛‧MIT 媠氣啦                       | 美琪   | 張晉榮         | 黃健瑋、嚴乙恩、尹崇珍、吳敏         |
| 2012年 | 吉林的月光                          | 邊巍巍 | 陳慧翎         | 周詠軒、黃鐙輝                       |
| 2013年 | 權力過程                            | 吳亞力 | 范揚仲         | 梁修身、陳慕義、湯志偉               |
| 2013年 | 交錯                                | 家家   | 馬西宇         | 高盟傑                               |
| 2014年 | 回家的女人                          | 月梅   | 施立           | 高盟傑、林杰樺                       |
| 2014年 | 失憶證                              | 柯洛涵 | 陳冠廷         | 顏嘉樂、吳定謙                       |
| 2016年 | 川流之島                            | 林嘉雯 | 詹京霖         | 鄭人碩、陳鼎中、蔡祥                 |
| 2018年 | 你的孩子不是你的孩子-茉莉的最後一天 | 林媽媽 | 陳慧翎         | 王淨、陳孟琪、雲中岳、魏如萱、曹晏豪 |
| 2020年 | 九孬                                | 羅羅   | 王蕭雪         | 丁強、洪婕玓                         |
| 2024年 | 誰是被害者2                         | 蕭敏君 | 莊絢維、陳冠仲 | 張孝全、王識賢                       |

### 電視劇
| 年份   | 頻道                   | 劇名             | 飾演     | 導演                 | 合作演員                                               |
| 2001年 | 華視                   | 貧窮貴公子       | 美瑤     | 陳東漢、柳廣輝       | 周渝民、柳翰雅、伊能靜、高浩鈞、劉畊宏、朱孝天         |
| 2003年 | 公視                   | 寒夜續曲         | 林阿貞   | 鄭文堂               | 徐樂眉、梅芳、朱陸豪、光良、莫子儀                     |
| 2004年 | 華視                   | 紫藤戀           | 秘書     | 劉逢聲               | 林心如、韓在石、施易男、殷悦、黄维德                   |
| 2005年 | 公視                   | 偵探物語         | 凱莉     | 林宏杰               | 范植偉、陶晶瑩、徐錦江                                 |
| 2006年 | 客家電視台             | 戀戀舊山線       | 慧玉     | 杜榮峰、林志儒       | 林鴻翔、溫吉興、莊凱勛、郎祖筠                         |
| 2008年 | 客家電視台             | 女仨的婚事       | 小妹     | 周曉鵬               | 曾國城、劉瑞琪                                         |
| 2008年 | 大愛電視台             | 黃金線           | 少女金線 | 陳慧翎               | 柯素雲、陳宇風、林鴻翔                                 |
| 2008年 | 廣西電視台             | 愛在月亮酒吧     | 白露     | 鄭浩                 | 王坤、蔣毅                                             |
| 2008年 | 山東電視公共頻道       | 窮爸爸富爸爸     | 祝美杉   | 藍志偉               | 陳寶國、李立群                                         |
| 2009年 | 華視                   | 我在1949，等你   | 雲姬     | 陳銘章、鄧安寧       | 林佑威、戴君竹、黃鴻升、劉愷威、張晨光、沈海蓉、顧寶明 |
| 2009年 | 大愛電視台             | 浮生若夢         | 邱秀絨   | 林博生               | 柯叔元、應采靈                                         |
| 2013年 | 公視                   | 城市·獵人        | Amber    | 賴孟傑               | 林慶台、夏禕                                           |
| 2014年 | 三立都會台、東森綜合台 | 女人30情定水舞間 | 曾映華   | 張佳賢               | 李維維、小薰、張翰、唐禹哲、張翰                       |
| 2017年 | 優酷                   | 寒武紀(網絡劇)   | 金琳     | 江豐宏               | 侯明昊、賀軍翔、周雨彤、秦漢                           |
| 2022年 | 愛奇藝                 | 第9節課          | 謝淑芬   | 王麗文               | 陳昊森、許瑋甯、薛仕凌                                 |
| 2024年 | 公視台語台、華視       | 孔雀魚           | 張亞男   | 錢人豪               | 安心亞、藍葦華、莊凱勛                                 |
| 2025年 | 八大電視台、東森電視台 | 永生密碼一九七   |          | 蔡岳勳、馮凱、陳冠仲 | 邱澤、陳意涵、張軒睿、簡嫚書、修杰楷、寇世勳           |

### 舞台劇
- 2010年 《徵婚啟事》
- 2020年 故事工廠《我們與惡的距離》全民公投劇場版 飾 宋喬安

### 音樂錄影帶
- 2020年：許光漢〈別再想見我〉
- 2022年：韋禮安、徐佳瑩〈不得不〉

### 廣告作品
- 真口味食品「古道茉莉綠茶」

## 擔任幕後作品
| 年份   | 頻道 | 劇名   | 擔任幕後 | 導演 | 合作演員                           |
| 2023年 |      | 聰明鎮 | 監製     |      | 梁詠琪、陳姸霏、趙文瑄、天心、昇豪 |

## 主持節目

### 電視節目
| 年份 | 頻道       | 節目       |
|      | 八大電視台 | 超級新人王 |

### 廣播節目
| 年份 | 頻道 | 節目       |
|      |      | 我要音樂台 |

## 音樂作品
- 幸福第一名（2003，與秦楊合唱）

## 編劇作品
- 與男友的前女友密談（2008）

## 出版書籍
- 《悔過書》（1999年，寫真集）鯨魚出版，ISBN 9579808333。

## 獎項紀錄
| 年份   | 頒獎典禮            | 獎項                       | 影片                                     | 角色   | 結果         |
| 2007年 | 第64屆威尼斯影展    | 金獅獎                     | 《幫幫我愛神》                           | 小欣   | 正式競賽     |
| 2008年 | 第43屆金鐘獎        | 迷你劇集／電視電影編劇獎   | 《與男友的前女友密談》                   | 殊殊   | 獲獎         |
| 2008年 | 第43屆金鐘獎        | 迷你劇集／電視電影女主角獎 | 《與男友的前女友密談》                   | 殊殊   | 提名         |
| 2013年 | 第48屆金鐘獎        | 迷你劇集／電視電影女主角獎 | 《權力過程》                             | 吳亞力 | 提名         |
| 2013年 | 第15屆台北電影獎    | 最佳女配角獎               | 《權力過程》                             | 吳亞力 | 獲獎         |
| 2013年 | 第8屆首爾國際戲劇獎 | 最佳女主角                 | 《交錯》                                 | 家家   | 提名         |
| 2014年 | 第49屆金鐘獎        | 迷你劇集／電視電影女主角獎 | 《回家的女人》                           | 月梅   | 獲獎         |
| 2016年 | 第51屆金鐘獎        | 迷你劇集／電視電影女主角獎 | 《川流之島》                             | 林嘉雯 | 獲獎         |
| 2017年 | 第19屆台北電影獎    | 最佳女主角獎               | 《川流之島》                             | 林嘉雯 | 獲獎         |
| 2017年 | 第54屆金馬獎        | 最佳女主角                 | 《川流之島》                             | 林嘉雯 | 提名         |
| 2017年 | 第74屆威尼斯影展    | 最佳VR體驗                 | 《家在蘭若寺》                           | 魚精   | VR競賽單元   |
| 2019年 | 第68屆柏林影展      | 世界電影大觀               | 《小美》                                 | 老闆娘 | 世界電影大觀 |
| 2019年 | 多倫多電影節        | 站台單元競賽片             | 《幸福城市》                             | Rachel | 獲獎         |
| 2019年 | 第54屆金鐘獎        | 迷你劇集／電視電影女主角獎 | 《你的孩子不是你的孩子－茉莉的最後一天》 | 林媽媽 | 提名         |
| 2022年 | 第24屆台北電影獎    | 最佳女配角                 | 《童話·世界》                            | 杜子甄 | 提名         |
| 2023年 | 第28屆亞洲電視大獎  | 最佳女配角                 | 《第9節課》                              | 謝淑芬 | 提名         |

## 外部連結
- 尹馨的Facebook專頁
- 尹馨的Instagram帳戶
- 尹馨的新浪微博
- 尹馨在互联网电影资料库（IMDb）上的資料（英文）
- 尹馨在香港影庫上的簡介
- 尹馨在豆瓣上的资料（简体中文）
- 尹馨在时光网上的簡介（简体中文）
- 尹馨在台灣電影網上的資料（繁體中文）